# Imago Mundi (revista)
Imago Mundi es una revista académica  bianual revisada por pares creada en 1935 por Leo Bagrow. Trata de la historia de la cartografía, mapas antiguos e ideas relacionadas con los mapas. Los artículos están escritos en inglés y tienen resúmenes en francés, alemán, español e inglés. Cada volumen también contiene tres secciones de referencia (reseñas de libros, bibliografía y crónica) que proporcionan un resumen de los desarrollos actuales en el campo.